# Бессонов, Владимир Петрович
Владимир Петрович Бессонов (22 января 1938, Первоуральск, Свердловская область — 24 мая 2008, Щёлково-3, Московская область) — испытатель парашютно-авиационной техники, Заслуженный парашютист-испытатель СССР (1986), подполковник ВДВ (1978).

## Биография
Родился 22 января 1938 года в городе Первоуральск, ныне Свердловской области. В 1956 году окончил 8 классов школы. С 1957 года занимался парашютным спортом в Свердловском аэроклубе.
В ноябре 1958 года был призван в Советскую Армию. Служил в воздушно-десантных войсках. Был членом сборной команды ВДВ по парашютному спорту. В 1966 году экстерном окончил Рязанское высшее воздушно-десантное командное Краснознамённое училище.
14 августа 1967 года участвовал в десантировании на пик Коммунизма (площадка на высоте 6100 м).
С августа 1968 года по сентябрь 1986 года — парашютист-испытатель ГК НИИ ВВС. Провёл испытания многих парашютных систем. В 1986 году Бессонову присвоено почетное звание Заслуженный парашютист-испытатель СССР (нагрудный знак № 7).
В 1961, 1964, 1965 и 1975 годах участвовал в установлении 14 мировых парашютных рекордов.
С сентября 1986 года — в запасе. Жил в посёлке Чкаловский (ныне, в черте города Щёлково) Московской области. Умер 24 мая 2008 года. Похоронен на кладбище села Леониха Щёлковского района Московской области.

## Награды
- орден Красной звезды (31.10.1967)
- орден «За службу Родине в Вооружённых Силах СССР» III степени (18.02.1981)
- Медали в том числе:
  - «За воинскую доблесть. В ознаменование 100-летия со дня рождения Владимира Ильича Ленина»
  - «Ветеран Вооружённых Сил СССР»
  - «За безупречную службу» I степени

### Почётные звания
- Заслуженный парашютист-испытатель СССР (15.08.1986)
- Мастер спорта СССР